# Tibor Navracsics
Tibor Navracsics (ur. 13 czerwca 1966 w Veszprémie) – węgierski polityk, prawnik, politolog i wykładowca akademicki, były lider frakcji parlamentarnej Fideszu w Zgromadzeniu Narodowym, w latach 2010–2014 wicepremier oraz minister administracji publicznej i sprawiedliwości, w 2014 minister spraw zagranicznych i handlu, od 2022 minister bez teki, członek Komisji Europejskiej (2014–2019).

## Życiorys
W 1990 uzyskał tytuł zawodowy magistra prawa na Uniwersytecie Loránda Eötvösa (ELTE). Następnie studiował nauki o prawie i polityce na macierzystej uczelni, uzyskując w 2000 stopień doktora nauk politycznych na podstawie pracy poświęconej europejskiej polityce wewnętrznej.
Na początku lat 90. orzekał w zawodzie sędziego. Wykładał na Uniwersytecie Ekonomicznym w Budapeszcie, następnie również na Wydziale Nauk Politycznych ELTE. Został członkiem zarządu Węgierskiego Stowarzyszenia Nauk Politycznych oraz członkiem redakcji politologicznego periodyku „Politikatudományi Szeml”). Był sekretarzem generalnym Węgierskiego Stowarzyszenia Politologów (1998–2000).
W latach 1998–2002 pracował w kancelarii węgierskiego premiera jako szef Departamentu Komunikacji (1998–1999) oraz Departamentu Prasy i Informacji (1999–2002). W latach 2002–2003 zajmował się analizami politycznymi dla grupy parlamentarnej Fideszu, następnie był szefem gabinetu prezesa partii (2003–2006). W 2006 po raz pierwszy uzyskał mandat posła do Zgromadzenia Narodowego. Stanął na czele frakcji parlamentarnej Fideszu. W 2010 i w 2014 z powodzeniem ubiegał się o poselską reelekcję. 29 maja 2010 objął funkcję wicepremiera oraz ministra sprawiedliwości i administracji publicznej w drugim rządzie Viktora Orbána. 6 czerwca 2014 w trzecim gabinecie dotychczasowego premiera przeszedł na urząd ministra spraw zagranicznych i handlu. Zakończył urzędowanie 22 września 2014 w związku z przygotowaniami do objęcia od 1 listopada tego samego roku stanowiska w Komisji Europejskiej – w ramach KE, na czele której stanął Jean-Claude Juncker, otrzymał nominację na komisarza ds. edukacji, kultury, młodzieży i sportu. Zakończył urzędowanie wraz z całą KE w 2019.
W wyborach w 2022 kolejny raz wybrany do Zgromadzenia Narodowego. W maju tegoż roku w piątym rządzie Viktora Orbána objął stanowisko ministra bez teki do spraw rozwoju terytorialnego. Również w 2022 odszedł z Fideszu, dołączając następnie do ściśle z nim współpracującej Chrześcijańsko-Demokratycznej Partii Ludowej. W styczniu 2024 objął kierownictwo nowo utworzonego ministerstwa administracji publicznej i rozwoju terytorialnego.

## Odznaczenia
Odznaczony m.in. Krzyżem Komandorskim z Gwiazdą Orderu Zasługi Rzeczypospolitej Polskiej (2011).